# Luchtschroef (Leonardo da Vinci)

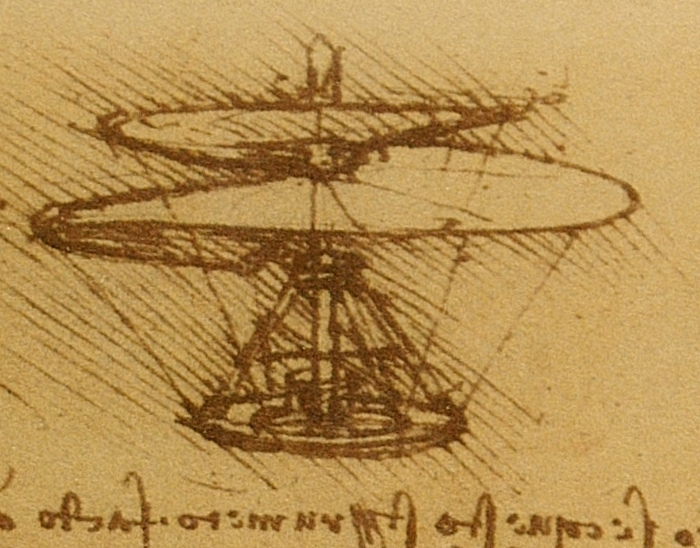
Da Vinci's tekening van de luchtschroef

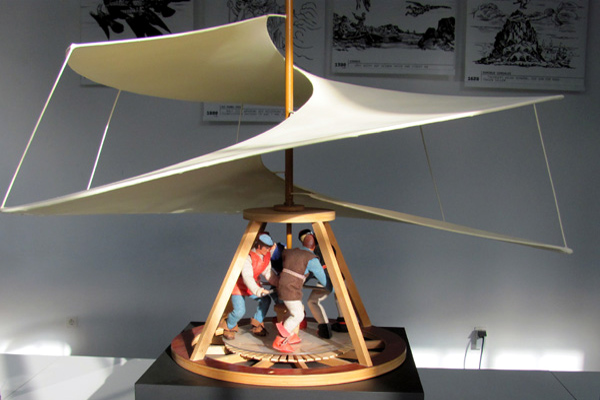
Model van de luchtschroef

De luchtschroef is een door Leonardo da Vinci ontworpen luchtvaartuig. De luchtschroef is een van de bekendste da Vinci-ontwerpen en wordt beschouwd als het eerste ontwerp voor een helikopter. Da Vinci bedacht de luchtschroef rond 1490 en noemde zijn ontwerp helix pteron, Grieks voor "wentelvleugel". Overigens was in het oude China al een rotor op een stokje als speelgoed in gebruik, maar da Vinci was de eerste die een luchtvaartuig met rotor bedacht.
Da Vinci's tekening van de luchtschroef bevindt zich als manuscript b, folio 83v in de manuscripten van het Institut de France te Parijs.

## Beschrijving
De luchtschroef bestaat uit een ronde bodemplaat met drie schuin naar boven en naar elkaar lopende palen, waardoor de onderbouw kegelvormig is. Boven zitten de drie palen vast aan een bovenschijf met een gat erin, waarin een mast draait waaraan een schroefvormig zeil van gestijfseld linnen is bevestigd. Halverwege de bodemplaat en de bovenschijf zijn twee stokken in de draaimast geschoven die als handgreep dienen voor de bemanning. Door over de ronde bodemplaat te lopen en tegen de grepen te duwen gaat de zeilmast draaien, waardoor deze zich in de lucht "schroeft".
Het probleem met de luchtschroef is dat te constructie veel te zwaar en het door mankracht opgewekte vermogen veel te klein is. Omdat de vermogen tot gewichtsverhouding veel te laag is werkt de luchtschroef in de praktijk dus niet. Pas na de uitvinding van de motor vele honderden jaren later werd het mogelijk een werkende helikopter te bouwen.
De doop van Christus · De annunciatie · Madonna met de anjer · Portret van Ginevra de' Benci · Madonna Benois · De boetvaardige Hiëronymus · De aanbidding door de wijzen · Madonna in de grot · De dame met de hermelijn · Portret van een dame (La Belle Ferronnière) · Het Laatste Avondmaal · Karton van Burlington House · Slag bij Anghiari · Mona Lisa · Maria met kind en Sint-Anna · Johannes de Doper